# 楚天高速
湖北楚天高速公路股份有限公司，簡稱湖北楚天高速公路股份、楚天高速，以及湖北楚天高速公路 （英語：Hubei Chutian Expressway Company Limited，上交所：600035），在2000年，由湖北省高速公路集团有限公司、招商局旗下招商局公路网络科技控股股份有限公司、湖北省交通规划设计院、湖北省交通开发公司、湖北通世达公路开发有限公司組成而設。總部位於中國湖北省武汉市汉阳区龙阳大道9号。
是中國湖北省一家公路投資、開發和經營的基建公司，主要從事開發和經營公路、桥梁和其他交通基础设施的投资；管辖范围内高速公路的经营、养护、道路设施，包括107、207、318国道、京珠国道主干线、沪蓉国道主干线湖北段、沪蓉国道主干线宜昌以西路段、江宜段高速公路，以及汉宜高速公路。
其股份自2004年3月10日於上海證券交易所上市。董事長為祝向軍，總裁為譚石海。

## 連結
- HBCTGS.com （页面存档备份，存于）